# Maryam Moshiri
Maryam Moshiri (* 9. Juni 1977 in Teheran) ist eine britische, im Iran geborene Fernsehmoderatorin, die für BBC News arbeitet.

## Leben
Maryam Moshiri wurde am 9. Juni 1977 in Teheran geboren und schloss im Jahr 2000 ihr Studium am University College London ab. Anschließend absolvierte sie ein postgraduales Studium in Rundfunkjournalismus am London College of Communication, das sie 2001 abschloss. Ihre Schwester, Nazanine Moshiri, arbeitete als Auslandskorrespondentin bei Al Jazeera.
Moshiri begann ihre Karriere im Juli 2001 als Reporterin für Independent Radio News. Sie arbeitete dort bis 2003, als sie zur British Broadcasting Corporation wechselte.
Sie arbeitete 16 Jahre lang als Moderatorin in einigen der wichtigsten Wirtschaftssendungen der BBC wie The Business Briefing, Work Life und Talking Business. Moshiri sendete auch auf BBC Radio 4, im BBC-Frühstücksfernsehen und moderierte die 20-Uhr-Nachrichten bei BBC One. Außerdem moderierte sie regelmäßig die Wirtschaftsnachrichten am Nachmittag und am Abend auf BBC News, dem 24-Stunden-Nachrichtenkanal der BBC.
Im Jahr 2019 wurde Moshiri Nachrichtenmoderatorin bei BBC World News und BBC News. Sie hat bekannte BBC-Sendungen moderiert, darunter Outside Source, Impact, Global und The Papers. Im Mai 2023 berichtete sie vor Ort über den Eurovision Song Contest 2023 in Liverpool.
Im Jahr 2023 wurde Moshiri zur Ersatzmoderatorin für die Programme The Context, The Daily Global, BBC News Now, Verified Live sowie die BBC Weekend News und BBC News at One. Während sie weiterhin gelegentlich Talking Business, Berichte aus dem Vereinigten Königreich und andere Sondersendungen moderierte, wurde jedoch bekannt, dass Yalda Hakim die BBC im Laufe des Jahres 2023 verlassen würde, um zu Sky News zu wechseln, und am selben Tag wurde bekanntgegeben, dass Moshiri die Hauptmoderation von The Daily Global übernehmen würde, welches ab Februar 2024 als The World Today neu aufgelegt wurde.
Am 6. Dezember 2023 wurde sie kurz vor Beginn einer Nachrichtensendung mit dem Mittelfinger vor der Kamera gefilmt, wofür sie sich entschuldigte und erklärte, dies sei ein „privater Scherz“ mit den Mitarbeitern gewesen. Später stellte sich heraus, dass Moshiri mit den Fingern heruntergezählt hatte, wobei sie mit dem Mittelfinger die „1“ darstellte, und sie äußerte ihre Erleichterung darüber, dass das vollständige Video, auf dem dies zu sehen ist, veröffentlicht wurde.

## Persönliches
Moshiri ist mit Jonathan Farmer verheiratet, mit dem sie drei Kinder hat.